# 帕科班巴區
13°31′01″S 72°48′00″W / 13.51694°S 72.80000°W
帕科班巴區（西班牙語：Distrito de Pacobamba），是秘魯的一個區，位於該國南部阿普里馬克大區的安達韋拉斯省，始建於1944年1月20日，面積245.9平方公里，海拔高度2,720米，2005年人口5,962，人口密度每平方公里24人。